# 森田みき
森田 みき（もりた みき）は、福岡県を拠点に活動するフリーアナウンサー。

## プロフィール
福岡女学院中学校、福岡女学院高校、福岡女学院大学卒業。エントリーサービスプロモーション株式会社MC部に入社。退職後、独立しフリーアナウンサーとして活動。福岡の地元局で情報番組、旅番組、グルメ番組などのリポーター、タレント活動を経て、Jリーグ公式映像のリポーターとしてDAZNサッカー中継やスカパー！などでアビスパ福岡を始め、サガン鳥栖、ロアッソ熊本、V•ファーレン長崎、ギラヴァンツ北九州など九州のチームのピッチサイドレポーターを担当する。
一貫してアビスパ福岡に携わってきたが、制作会社の変更 のため、2015年からはサガン鳥栖を担当。さらに2017年からは九州各県、山口県のサッカー中継に携わっている。大学サッカー、ジュニアユースなどのレポーターをすることもある。なでしこリーグ「福岡Ｊ•アンクラス」のスタジアムDJ。
また、出身校の福岡女学院大学アナウンス部の講師や九州龍谷短期大学の非常勤講師、企業研修、学生のための就職活動アドバイザーなども務めている。。
いとこは、芸人のスパローズ森田（浅井企画）、池田美穂（フリーアナウンサー）

## おもな出演番組
- Jリーグ中継（スカパー!、DAZN）ピッチサイドレポーター
スカパー!がJリーグ戦を中継していた2016年までは主にアビスパ福岡、サガン鳥栖を担当。2017年以降はレノファ山口FC、ロアッソ熊本などのレポーターも担当している。

• FBS福岡放送「奥さま１０・３０」リポーター
•FBS福岡放送「めんたいワイド」レポーター